# Rebecca Lord

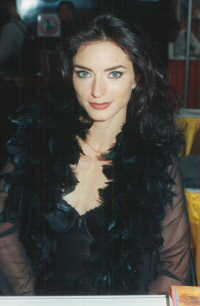
Rebecca Lord

Rebecca Lord (* 16. Februar 1973 in Paris) ist eine französische Pornodarstellerin und Produzentin von Pornofilmen.

## Leben
Rebecca Lord startete ihre Porno-Karriere 1993 in Paris, nachdem sie auf eine Anzeige für Amateur-Aufnahmen zum ersten Mal vor der Kamera stand. Sie war gelernte Visagistin und zog 1995 in die USA. Ihr erster Film war The Devil in Miss Jones 5  von Gregory Dark. Bei der Verleihung der AVN-Awards 1997 sorgte sie für Aufsehen, weil sie ablehnte, für eine Laudatio auf Kollegen auf die Bühne zu gehen, da sie selbst noch keinen Award bekommen hatte.
Nach mittlerweile ca. 250 Filmen gilt die Französin als eine der erfolgreichsten und bekanntesten Darstellerinnen in der Hardcorebranche. Sie drehte bereits gemeinsam mit Asia Carrera, Jill Kelly und Jenna Jameson, auch unter der Regie von Michael Ninn. Ihre bekanntesten Pornofilme dürften Trixxx 1 und 2 (What is reality?) sein, eine Anlehnung des Regisseurs François Clousot an die Hollywood-Produktion Matrix sowie Rebecca’s World Tour. Inzwischen leitet sie eine eigene Produktionsgesellschaft unter dem Namen Rebecca Lord Productions.
Im Jahre 2013 wurde sie in die AVN Hall of Fame aufgenommen.
Außerhalb der Pornobranche wurde Rebecca Lord durch ihren Auftritt im Musikvideo Outside von George Michael bekannt. In der autobiographischen Mainstream-Sexkomödie I am a Sex Addict von Caveh Zahedi, in der der Autor sich selbst ironisch fragt, warum es ihn immer wieder zu Prostituierten zieht, spielte sie die weibliche Hauptrolle.
Rebecca Lord legt Wert auf die Feststellung, dass sie sich keinen Schönheitsoperationen unterzogen hat.

## Filme (Auswahl)
Darstellerin 
- Maximum Perversum 36: Mit Faust und Schwanz (1993)
- Gangbang Girl 14 (1994)
- The Devil in Miss Jones 5 (1995)
- Clockwork Orgy (1995)
- No Man’s Land 11 (1995)
- Rebecca Lord’s World Tour (1995)
- Shock (1995)
- Luna Chick (1996)
- No Man’s Land 17 (1997)
- Barefoot Confidential 2 (1999)
- Diva X The Movie (1999)
- TriXXX 1 (1999)
- TriXXX 2 (1999)
- Rebecca And Friends Exposed (2001)

 Regie 
- Rebecca’s Nasty Girls 1 (2007)
- Secretaire (2010)
- Sinfully Yours (2015)
- Lustfully Yours (2016)
- Pink Is the New Black (2019)
- Vanished (2019)